# Wereldbeker noordse combinatie 2010/2011
De wereldbeker noordse combinatie 2010/2011 ging van start op 26 november 2010 in het Finse Kuusamo en eindigde op 12 maart 2011 in het Finse Lahti. Het hoogtepunt van het seizoen waren de wereldkampioenschappen noordse combinatie 2011, die wedstrijden telden echter niet mee voor de wereldbeker.
Net als vorig seizoen werden alle individuele wedstrijden in het vereenvoudigde Gundersenformaat gehouden. Ze bestonden, met andere woorden, uit één sprong van de schans gevolgd door 10 kilometer langlaufen. Op het programma stonden ook twee teamwedstrijden. 
De FIS organiseert enkel een wereldbeker voor mannen. De Fransman Jason Lamy-Chappuis prolongeerde zijn eindzege in de algemene wereldbeker van vorig seizoen. 

## Uitslagen en standen

### Kalender
| Datum                                                                                   | Plaats      | Detail           | Eerste                                                           | Tweede                                                                 | Derde                                                                          |
| --------------------------------------------------------------------------------------- | ----------- | ---------------- | ---------------------------------------------------------------- | ---------------------------------------------------------------------- | ------------------------------------------------------------------------------ |
| 26/11/2010                                                                              | Kuusamo     | HS142 + 10 km    | Jason Lamy-Chappuis                                              | Eric Frenzel                                                           | Mario Stecher                                                                  |
| 27/11/2010                                                                              | Kuusamo     | HS142 + 10 km    | Felix Gottwald                                                   | Mikko Kokslien                                                         | Jason Lamy-Chappuis                                                            |
| 04/12/2010                                                                              | Lillehammer | HS138 + 10 km    | Mikko Kokslien                                                   | Jason Lamy-Chappuis                                                    | Felix Gottwald                                                                 |
| 05/12/2010                                                                              | Lillehammer | HS138 + 10 km    | Jason Lamy-Chappuis                                              | Mikko Kokslien                                                         | Mario Stecher                                                                  |
| 18/12/2010                                                                              | Ramsau      | HS98 + 10 km     | Mario Stecher                                                    | Björn Kircheisen                                                       | Johannes Rydzek                                                                |
| 19/12/2010                                                                              | Ramsau      | HS98 + 10 km     | Mario Stecher                                                    | Tino Edelmann                                                          | Eric Frenzel                                                                   |
| 08/01/2011                                                                              | Schonach    | HS106 + 10 km    | Felix Gottwald                                                   | Mario Stecher                                                          | Bernhard Gruber                                                                |
| 09/01/2011                                                                              | Schonach    | HS106 + 4 x 5 km | Vanwege dooi en zware regenval afgelast                          | Vanwege dooi en zware regenval afgelast                                | Vanwege dooi en zware regenval afgelast                                        |
| 14/01/2011                                                                              | Seefeld     | HS109 + 4 x 5 km | Noorwegen Magnus Moan Håvard Klemetsen Jan Schmid Mikko Kokslien | Oostenrijk Felix Gottwald Wilhelm Denifl David Kreiner Bernhard Gruber | Frankrijk François Braud Maxime Laheurte Sébastien Lacroix Jason Lamy-Chappuis |
| 15/01/2011                                                                              | Seefeld     | HS109 + 10 km    | Jason Lamy-Chappuis                                              | Magnus Moan                                                            | Mikko Kokslien                                                                 |
| 16/01/2011                                                                              | Seefeld     | HS109 + 10 km    | Magnus Moan                                                      | Jason Lamy-Chappuis                                                    | David Kreiner                                                                  |
| 22/01/2011                                                                              | Chaux-Neuve | HS117 + 10 km    | David Kreiner                                                    | Mikko Kokslien                                                         | Felix Gottwald                                                                 |
| 23/01/2011                                                                              | Chaux-Neuve | HS117 + 10 km    | Jason Lamy-Chappuis                                              | Felix Gottwald                                                         | Mikko Kokslien                                                                 |
| 22 februari tot en met 6 maart - Wereldkampioenschappen noordse combinatie 2011 in Oslo |             |                  |                                                                  |                                                                        |                                                                                |
| 11/03/2011                                                                              | Lahti       | HS130 + 10 km    | Björn Kircheisen                                                 | Eric Frenzel                                                           | Jason Lamy-Chappuis                                                            |
| 12/03/2011                                                                              | Lahti       | HS130 + 10 km    | Johannes Rydzek                                                  | Eric Frenzel                                                           | Felix Gottwald                                                                 |

### Eindstanden
| Algemene wereldbeker        | Algemene wereldbeker | Algemene wereldbeker | Algemene wereldbeker |
| #                           | Atleet               | Land                 | Punten               |
| --------------------------- | -------------------- | -------------------- | -------------------- |
| 1                           | Jason Lamy-Chappuis  | FRA                  | 894                  |
| 2                           | Mikko Kokslien       | NOR                  | 656                  |
| 3                           | Felix Gottwald       | AUT                  | 638                  |
| 4                           | Eric Frenzel         | GER                  | 554                  |
| 5                           | Mario Stecher        | AUT                  | 481                  |
| 6                           | Johannes Rydzek      | GER                  | 442                  |
| 7                           | Björn Kircheisen     | GER                  | 435                  |
| 8                           | Jan Schmid           | NOR                  | 394                  |
| 9                           | Tino Edelmann        | GER                  | 389                  |
| 10                          | David Kreiner        | AUT                  | 346                  |
| Eindstand na 13 wedstrijden |                      |                      |                      |

| Landenklassement            | Landenklassement | Landenklassement |
| #                           | Land             | Punten           |
| --------------------------- | ---------------- | ---------------- |
| 1                           | Oostenrijk       | 2.586            |
| 2                           | Noorwegen        | 2.230            |
| 3                           | Duitsland        | 2.148            |
| 4                           | Frankrijk        | 1.729            |
| 5                           | Japan            | 653              |
| 6                           | Italië           | 629              |
| 7                           | Verenigde Staten | 322              |
| 8                           | Zwitserland      | 305              |
| 9                           | Finland          | 251              |
| 10                          | Tsjechië         | 208              |
| Eindstand na 15 wedstrijden |                  |                  |